# RK Velenje

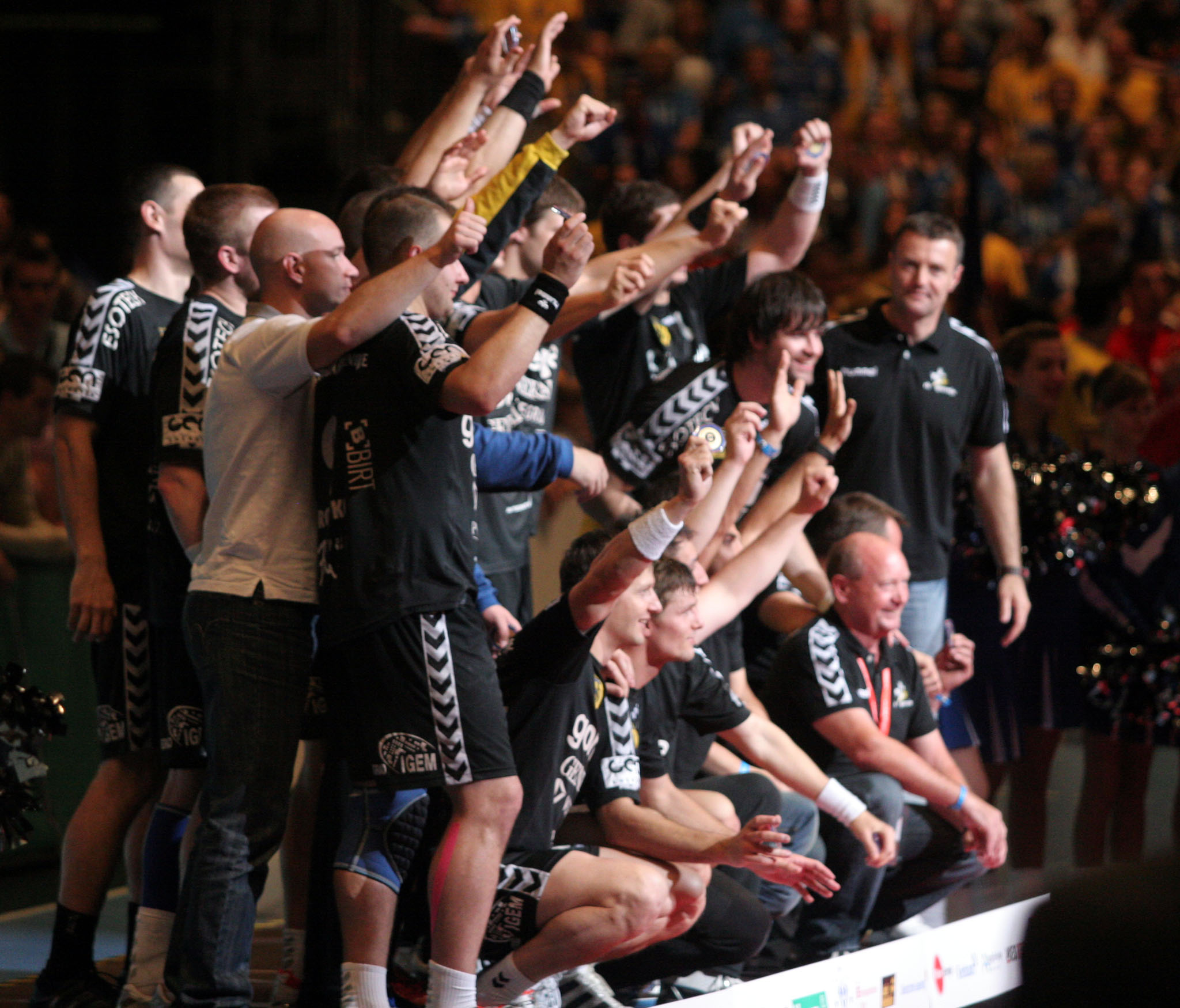
RK Velenje podczas meczu o puchar EHF w sezonie 2008/09

Rokometni Klub Gorenje Velenje; (RK Gorenje Velenje) – męski klub piłki ręcznej ze Słowenii założony w 1958 roku z siedzibą w mieście Velenje.

## Sukcesy

### Sukcesy krajowe
- Mistrzostwo Słowenii:
  -  1 miejsce (3x):  2008/2009, 2011/2012, 2012/2013
  -  2 miejsce (8x): 1993/1994, 1995/1996, 2003/2004, 2004/2005, 2006/2007, 2009/2010, 2010/2011, 2013/2014
  -  3 miejsce (4x): 2001/2002, 2002/2003, 2005/2006, 2007/2008
- Puchar Słowenii:
  -  1 miejsce (1x): 2002/2003
  -  2 miejsce (8x): 1993/1994, 1994/1995, 1996/1997, 1997/1998, 2000/2001, 2006/2007, 2010/2011, 2012/2013
  -  3 miejsce (4x): 2003/2004, 2004/2005, 2005/2006, 2013/2014

### Sukcesy międzynarodowe
- Liga Mistrzów
  - 1/8 finału (1x): 2005/2006
  - faza grupowa (3x): 2004/2005, 2007/2008, 2008/2009
- Puchar Zdobywców Pucharów
  - półfinał (1x): 2003/2004
  - ćwierćfinał (1x): 2004/2005
  - 1/8 finału (2x): 1997/1998, 1998/1999
- Puchar EHF
  - finał (1x): 2008/2009
  - półfinał (1x): 1994/1995
  - ćwierćfinał (1x): 1996/1997